# SWAT: Under Siege
Série
SWAT: Firefight
(2011)
Pour plus de détails, voir Fiche technique et Distribution.
SWAT: Under Siege ou  SWAT : Assiégé au Québec (SWAT: Under Siege) est un film d'action américain réalisé par Tony Giglio, sorti directement en vidéo en 2017.

## Synopsis
L'agent Travis Hall de la SWAT appréhende un mystérieux prisonnier. Rapidement, sa base est prise d'assaut par des hommes qui veulent libérer cet homme, connu sous le nom de 'Scorpion' dû à son tatouage dans son dos. Quand Travis découvre que son prisonnier est un agent double des opérations spéciales infiltré dans le cartel, il incombe à lui et son équipe de préserver le secret explosif de 'Scorpion'.

## Fiche technique
- Titre original et français : SWAT: Under Siege
- Titre québécois : SWAT: Assiégé
- Réalisation : Tony Giglio
- Scénario : Jonas Barnes et Keith Domingue
- Musique : Patric Caird
- Décors : Justin Wright
- Costumes : Andrea Des Roches
- Photographie : Michael Balfry
- Son : Kevin Belen, Daniel Cardona, Kelly Cole
- Montage : Charles Robichaud
- Production : Neal H. Moritz, Greg Malcolm et Vicki Sotheran
- Sociétés de production[1] : Original Film, avec la participation de Destination Films
- Sociétés de distribution : Sony Pictures Home Entertainment
- Pays d'origine :  États-Unis
- Langue originale : anglais
- Format : couleur
- Genre : action, thriller
- Durée : 89 minutes
- Dates de sortie[2] :
  - France : 30 juillet 2017 (VOD)
  - États-Unis : 1er août 2017 (sortie directement en vidéo)
- Classification[3] :
  - États-Unis : Interdit aux moins de 17 ans (certificat #50916) (R – Restricted) [Note 1].
  - France : Interdit aux moins de 12 ans.

## Distribution
- Sam Jaeger (VFB : Pierre Lognay) : Travis Hall
- Adrianne Palicki : Ellen Dwyer
- Michael Jai White (VFB : Jean-Marc Delhausse) : Scorpion
- Kyra Zagorsky : Sophia Gutierrez
- Ty Olsson : Ward
- Olivia Cheng (en): Chu
- Zahf Paroo : Hooks
- Aren Buchholz (it) : York
- Francisco Cano : l'agent Weir
- Mike Dopud : Franklin
- Monique Ganderton (en) : Simone
- Chris Gauthier : Elson
- Dakota Guppy : Becky
- Marci T. House : Angela Jefferson
- Pascale Hutton (en) : Carley
- Brad Kelly : Phil
- Matthew Marsden : Lars
- Cynthia Mendez : l'hôtesse de l'air
- Omari Newton (en) : Benson
- Leo Rano : Diego

 Sauf indication contraire, les informations mentionnées dans cette section peuvent être confirmées par la base de données cinématographiques IMDb,  présente dans la section « Liens externes ».